# NK Nosteria Nuštar
NK Nosteria je nogometni klub iz Nuštra.

## Povijest
Nogometni klub Nosteria Nuštar osnovan je 1921. godine.
Trenutačno se natječe u 1. ŽNL Vukovarsko-srijemske.
U sezoni 2009./10. Nosteria je pobjedom nad Graničarom iz Županje osvojila Kup Nogometnog saveza Vukovarsko-srijemske županije i time stekla pravo sudjelovati u pretkolu Hrvatskog nacionalnog kupa u sezoni 2010./11. protiv Novalje (koju je pobijedila s 3:2). Veličanstven uspjeh kluba u nacionalnom kupu se završio u 1/16 finala, porazom od Rijeke 2:4